# Strade statali in Finlandia

Valtatie 2. Le strade statali finlandesi sono contrassegnate da un numero bianco su sfondo rosso.

Le strade statali in Finlandia (valtatie, plurale valtatiet in finlandese, riksväg, plurale riksvägar in svedese), sono le principali vie di comunicazione della rete stradale finlandese, e percorrono lunghi percorsi attraverso più regioni.
Secondo il sistema di numerazione delle strade finlandesi, alle strade statali sono riservati i numeri dall'1 a 39, di cui in uso al 2009 sono solo quelli dall'1 al 29. La segnaletica verticale di tali strade è costituita dal numero della strada in bianco su sfondo rosso. 
Storicamente le principali strade statali partono da Helsinki e Turku, e la loro lunghezza complessiva al 2008 è di 8 569 km.
Non esistendo una classificazione separata per le autostrade in Finlandia, le strade statali possono comprendere anche sezioni a più corsie. Nel caso in cui la strada diventi a due corsie con carreggiate separate, il tratto di strada viene identificato con il simbolo verde di autostrada, ma la numerazione resta in rosso. In Finlandia non esistono strade a pedaggio.

## Strade statali finlandesi

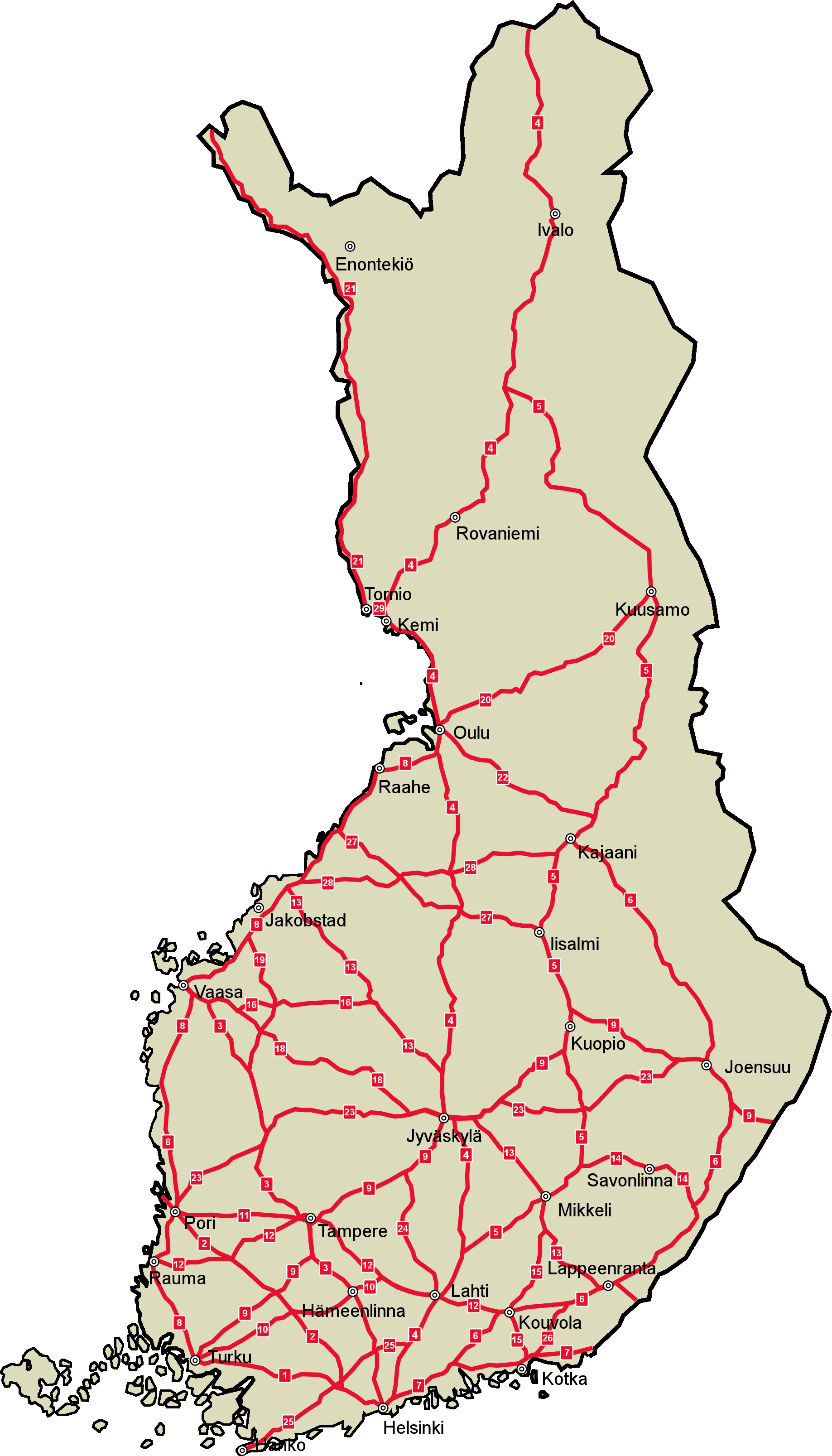
Le strade statali finlandesi sono evidenziate in rosso sulla cartina.

### Serie da 1 a 9
- Valtatie 1: Helsinki – Palojärvi – Salo – Turku
- Valtatie 2: Palojärvi – Forssa – Huittinen – Pori
- Valtatie 3: Helsinki – Hyvinkää – Riihimäki - Hämeenlinna – Tampere – Parkan – Jalasjärvi – Laihia – Vaasa
- Valtatie 4: Helsinki – Mäntsälä – Lahti – Heinola – Jyväskylä – Oulu – Kemi – Keminmaa – Rovaniemi – Sodankylä – Ivalo – Inari – Utsjoki
- Valtatie 5: Heinola – Mikkeli – Varkaus – Kuopio – Iisalmi – Kajaani – Kuusamo – Kemijärvi – Sodankylä
- Valtatie 6: Koskenkylä – Kouvola – Taavetti – Lappeenranta – Imatra – Parikkala – Joensuu – Kajaani
- Valtatie 7: Helsinki – Porvoo – Kotka – Hamina – Vaalimaa
- Valtatie 8: Turku – Rauma – Pori – Vaasa – Nykarleby – Kokkola – Kalajoki – Raahe – Liminka (– Oulu)
- Valtatie 9: Turku – Loimaa – Tampere – Jämsä – Jyväskylä – Kuopio

### Serie da 10 a 19
- Valtatie 10: Turku – Forssa – Hämeenlinna – Tuulos
- Valtatie 11: Nokia – Pori
- Valtatie 12: Rauma – Huittinen – Nokia – Tampere – Lahti – Kouvola
- Valtatie 13: Nuijamaa – Lappeenranta – Mikkeli – Jyväskylä – Kyyjärvi – Kokkola
- Valtatie 14: Juva – Savonlinna – Punkaharju – Parikkala
- Valtatie 15: Kotka – Kouvola – Mikkeli
- Valtatie 16: Ylistaro – Lapua – Kyyjärvi
- ex Valtatie 17 (declassificata nel 2010): Kuopio – Outokumpu – Joensuu
- Valtatie 18: Jyväskylä – Petäjävesi – Ähtäri – Alavus – Seinäjoki – Ylistaro – Laihia – Vaasa
- Valtatie 19: Jalasjärvi – Seinäjoki – Lapua – Kauhava – Nykarleby

### Serie da 20 a 29
- Valtatie 20: Oulu – Pudasjärvi – Taivalkoski – Kuusamo
- Valtatie 21: Tornio – Pello – Kolari – Muonio – Kilpisjärvi
- Valtatie 22: Oulu – Utajärvi – Vaala – Kajaani
- Valtatie 23: Pori – Kankaanpää – Parkano – Virrat – Keuruu – Jyväskylä – Pieksämäki – Varkaus – Joensuu
- Valtatie 24: Lahti – Padasjoki – Jämsä
- Valtatie 25: Hanko – Lohja – Hyvinkää – Mäntsälä
- Valtatie 26: Hamina – Taavetti
- Valtatie 27: Kalajoki – Ylivieska – Nivala – Haapajärvi – Pyhäsalmi – Kiuruvesi – Iisalmi
- Valtatie 28: Kokkola – Nivala – Kärsämäki – Pyhäntä – Mainua (– Kajaani)
- Valtatie 29: Keminmaa – Tornio

### Serie da 30 a 39
I numeri da 30 a 39 non sono in uso, ma sono riservati a possibili future strade statali.

## Strade statali nell'arcipelago delle isole Åland
Le isole Åland hanno un proprio sistema di numerazione delle strade principali, per cui alcune strade possono avere la stessa numerazione di quelle della Finlandia continentale. Le strade dalla 1 alla 4 hanno la stessa numerazione con sfondo rosso, mentre il loro nome (solo in svedese, essendo l'arcipelago monolingue) differisce da quello della Finlandia continentale, diventando huvudväg anziché riksväg.
- Huvudväg 1: Mariehamn – Eckerö
- Huvudväg 2: Mariehamn – Prästö
- Huvudväg 3: Mariehamn – Långnäs (nei pressi di Lumparland)
- Huvudväg 4: Godby – Geta